# Nematocarcinus chacei
Nematocarcinus chacei is een garnalensoort uit de familie van de Nematocarcinidae. De wetenschappelijke naam van de soort is voor het eerst geldig gepubliceerd in 2002 door Burukovsky.